# جان فان دير ستوك
جان فـان دير ستوك هو أمين بلجيكي، ولد في 1959 في أنتويرب في بلجيكا.